# محمد إسماعيل (لاعب كرة قدم إماراتي)
محمد إسماعيل (مواليد 12 نوفمبر 1991، لاعب كرة قدم إماراتي يجيد اللعب في الظهير الأيمن مع نادي عجمان في دوري الخليج العربي الإماراتي.

## مسيرة اللاعب

### نادي شباب الأهلي دبي
كان يلعب مع النادي الأهلي وبعد دمج أندية الأهلي و نادي الشباب ونادي دبي تحت مسمى نادي شباب الأهلي تم ضمه إلى نادي شباب الأهلي .

### نادي عجمان
إنتقل إلى نادي عجمان في صيف 2020 .